# Věštecké schopnosti
Věštecké schopnosti (v anglickém originále Visionary; v původním českém překladu Předtucha) je v pořadí sedmnáctá epizoda třetí sezóny seriálu Star Trek: Stanice Deep Space Nine.
O'Brienovo vystavení se radiaci způsobí jeho skoky do několik hodin vzdálené budoucnosti, zatímco stanice Deep Space Nine hostí Romulany i Klingony.

## Příběh
Na stanici přilétá romulanská delegace, která sbírá informace o Dominionu. Mají s ní spolupracovat i důstojníci na Deep Space Nine, kteří s tímto nebezpečím mají nejvíce zkušeností. Kvůli poškození lodi zakotví u stanice navíc i Klingoni, kterým bude oprava chvíli trvat.
Náčelník O'Brien je při opravě vedení plazmatu vystaven radiaci. Doktorem Bashir tvrdí, že bude v pořádku, on ale následkem toho postupně prožije několik časových přesunů, vždy pět hodin do budoucnosti. Přitom je svědkem rvačky v baru, dvakrát své smrti a nakonec i zničení celé stanice. Aby zjistil, co se má brzy přihodit, že dojde k destrukci Deep Space Nine, úmyslně se vystaví ještě větší radiaci. Ta je ale tak vysoká, že náčelník postupně umírá. V budoucnosti tedy kontaktuje tamního O'Briena, který se vrátí zpět, aby komandéru Siskovi sdělil, že kolem stanice obíhá zamaskovaný romulanský válečný pták, který se právě chystá DS9 zničit. Romulané jsou tedy včas odhaleni a stanice i s posádkou zachráněna.
O'Brien také využije svých drobných vědomostí o blízké budoucnosti, aby potrápil ziskuchtivého Quarka.

## Zajímavosti
- O'Brien umístí do baru ke Quarkovi šipkový terč, který bude často využívat především s doktorem Bashirem a který zde zůstane až do konce seriálu.